# Deniz Baykal
Deniz Baykal (ur. 20 lipca 1938 w Antalyi, zm. 11 lutego 2023 w Ankarze) – turecki polityk, prawnik i nauczyciel akademicki, poseł do Wielkiego Zgromadzenia Narodowego Turcji, trzykrotny lider Republikańskiej Partii Ludowej (CHP), wicepremier i minister.

## Życiorys
W 1959 ukończył studia prawnicze na Uniwersytecie w Ankarze. Podjął pracę na wydziale nauk politycznych tej uczelni, na którym doktoryzował się w 1963. Przez dwa lata przebywał w USA na Uniwersytecie Columbia i Uniwersytecie Kalifornijskim w Berkeley. W 1968 objął stanowisko profesorskie.
Dołączył do kemalistowskiej Republikańskiej Partii Ludowej, publikował w powiązanym z partią periodyku „Özgür İnsan”. W 1973 uzyskał po raz pierwszy mandat posła do Wielkiego Zgromadzenia Narodowego Turcji. Z powodzeniem ubiegał się o reelekcję w 1977, zasiadając w parlamencie do 1980. Od stycznia do listopada 1974 sprawował urząd ministra finansów w rządzie Bülenta Ecevita. W innym rządzie tego premiera od stycznia 1978 do listopada 1979 zajmował stanowisko ministra energii i zasobów naturalnych. Po przewrocie wojskowym z września 1980 był inwigilowany, objęty zakazem prowadzenia działalności politycznej i represjonowany z powodu niestosowania się do tego zakazu.
Powrócił do parlamentu w 1987 z ramienia Socjaldemokratycznej Partii Ludowej (SHP) Erdala İnönü, mandat utrzymał także w 1991. Był sekretarzem generalnym tego ugrupowania, zrezygnował z tej funkcji w 1990. W 1992 dołączył do reaktywowanej Republikańskiej Partii Ludowej. We wrześniu tegoż roku został wybrany na jej przewodniczącego. Pełnił tę funkcję do lutego 1995, kiedy to nie ubiegał się o ponowny wybór na zjeździe integracyjnym CHP i SHP. Powrócił na stanowisko przewodniczącego republikanów we wrześniu tego samego roku. W październiku 1995 został wicepremierem oraz ministrem spraw zagranicznych w trzecim rządzie Tansu Çiller. Również w 1995 został wybrany na kolejną kadencję parlamentu. Obie funkcje rządowe pełnił do marca 1996, gdy zaprzysiężono gabinet Mesuta Yılmaza.
Po wyborach z kwietnia 1999, w których CHP nie przekroczyła wyborczego progu, zrezygnował z kierowania partią. Ponownie został jej liderem w październiku 2000. W 2002 odzyskał mandat poselski, który utrzymywał w pięciu kolejnych wyborach (w 2007, 2011, czerwcu 2015, listopadzie 2015 oraz 2018) i sprawował do czasu swojej śmierci. W maju 2010 ustąpił ze stanowiska lidera partii; było to skutkiem skandalu obyczajowego związanego z opublikowaniem nagrania ukazującego go w sypialni z Nesrin Baytok, swoją byłą sekretarką i następnie posłanką. Po obu wyborach w 2015 jako najstarszy deputowany czasowo przewodniczył obradom parlamentu.

## Życie prywatne
Był żonaty z Olcay Baykal, miał córkę i syna.